# La Valle Agordina
La Valle Agordina (velenceiül La Val) település Olaszországban, Veneto régióban, Belluno megyében. Lakosainak száma 1046 fő (2023. január 1.). La Valle Agordina Agordo, Longarone, Sedico, Rivamonte Agordino és Val di Zoldo községekkel határos.

## Népesség
A település lakossága az elmúlt években az alábbi módon változott:
| Lakosok száma | 1089 | 1081 | 1046 |
|               | 2017 | 2018 | 2023 |